# Lissa Evans
Félicité Kenvyn (connue sous le nom de Lissa Evans) est une réalisatrice de télévision, productrice, romancière et auteure pour enfants britannique.

## Biographie
Après avoir obtenu son diplôme en médecine en 1983, Evans travaille dans le domaine médical à Newcastle pendant quatre ans avant de faire une brève période dans le stand-up, en commençant par une revue d'ensemble intitulée "Wire Less Wireless" (Sans fil Sans fil) qui est diffusée dans certains pubs de Newcastle. Evans rejoint BBC Radio où elle est productrice de programmes comiques avant de migrer vers la télévision. Elle produit et/ou réalisé Father Ted (pour lequel elle remporte un BAFTA de la meilleure comédie), Room 101, The Kumars at No. 42, TV Heaven, Telly Hell, Crossing the Floor (pour lequel elle remporte un Emmy du meilleur drame) et Have I Got News For You . Elle est également directrice de doublage pour la série télévisée pour enfants britanno-canadienne Don't Eat the Neighbours .
Evans écrit six romans pour adultes : Spencer's List, Odd One Out, Their Finest Hour and a Half (maintenant commercialisé sous le titre Their Finest  ), Crooked Heart (qui avec Their Finest Hour and a Half est présélectionné pour le Baileys Women's Prize for Fiction), Old Baggage  et V for Victory.
Pour les enfants, elle écrit Small Change For Stuart, nommé pour le prix Costa 2011 de fiction pour enfants, la médaille Carnegie 2012 et le prix Branford Boase 2012. Small Change for Stuart est publié aux États-Unis sous le titre Horten's Miraculous Mechanisms, et la suite, Big Change for Stuart (Horten's Incredible Illusions aux États-Unis) est publiée en 2012. Un autre livre pour enfants, Wed Wabbit, est publié en 2017 et présélectionné pour les Costa Book Awards 2017 et la médaille Carnegie 2018.